# Старое Гущино
Старое Гущино — деревня в Косинском районе Пермского края. Входит в состав Косинского сельского поселения. Располагается южнее районного центра, села Коса. Расстояние до районного центра составляет 5 км. По данным Всероссийской переписи населения 2010 года, в деревне проживало 4 человека (2 мужчины и 2 женщины).

## История
До Октябрьской революции населённый пункт Старое Гущино входил в состав Косинской волости, а в 1927 году — в состав Чирковского сельсовета. По данным переписи населения 1926 года, в деревне насчитывалось 19 хозяйств, проживало 107 человек (47 мужчин и 60 женщин). Преобладающая национальность — коми-пермяки.
По данным на 1 июля 1963 года, в деревне проживало 69 человек. Населённый пункт входил в состав Косинского сельсовета.